# Mistrzostwa Oceanii w Zapasach 2017
Mistrzostwa Oceanii w zapasach w 2017, odbywały się w dniach 10 - 12 marca w Pirae w Polinezji Francuskiej na terenie Complexe Sportif Napoléon Spitz. W tabeli medalowej tryumfowali zapaśnicy z Nowej Zelandii.

## Wyniki

### Styl klasyczny
| Konkurencja         | Złoto                      | Srebro           | Brąz                                    |
| Kategoria do 66 kg  | Jarvis Tarkong             | Lowe Bingham     | Heimana Pinha Christian Nicolescu       |
| Kategoria do 71 kg  | Thomas Wichilbuch          | Maverik Kun      | Teva Manarani                           |
| Kategoria do 75 kg  | Brahm Richards             | Skarlee Renguul  | William Ahnne                           |
| Kategoria do 85 kg  | Jonathan Biarez            | Michael Lisan    | Tevaihi Trafton                         |
| Kategoria do 98 kg  | Christophe Galbraith-Clark | JK Kaminanga     | Nathaniel Tuamoheloa Tauenaena Teinaore |
| Kategoria do 125 kg | Loic Tautu                 | Florian Temengil | Jean Tautu                              |

Iafeta Peni Vou z Samoa Amerykańskiego w kategorii 80 kg był jedynym zgłoszonym zawodnikiem w swojej kategorii i nie został uwzględniony w tabeli jako złoty medalista.

### Styl wolny
| Konkurencja         | Złoto               | Srebro               | Brąz                                          |
| Kategoria do 57 kg  | Ricky Welsford      | Tae Wook Nam         | Ryan McCormick                                |
| Kategoria do 61 kg  | Christian Nicolescu | Suraj Singh          | Keonoi Terorortua Drake Torres                |
| Kategoria do 65 kg  | Jordan Marshall     | Liam Neyland         | Ethan Aguigui Lowe Bingham                    |
| Kategoria do 70 kg  | Maverik Kun         | Thomas Wichilbuch    | Teva Manarani                                 |
| Kategoria do 74 kg  | Akash Khullar       | Brahm Richards       | Iafeta Peni Vou John Rojas                    |
| Kategoria do 86 kg  | Connor Evans        | Toby Fitzpatrick     | Nathaniel Tuamoheloa Jonathan Biarez          |
| Kategoria do 97 kg  | Sam Belkin          | Jacob Pepper-Edwards | Christophe Galbraith-Clark Tauenaena Teinaore |
| Kategoria do 125 kg | Florian Temengil    | Loic Tautu           | Jean Tautu                                    |

### Styl wolny - kobiety
| Konkurencja        | Złoto                 | Srebro             | Brąz           |
| Kategoria do 53 kg | Jessica Lavers-McBain | Kristina Wharekura | ----           |
| Kategoria do 55 kg | Mia-Lahnee Aquino     | Carissa Holland    | ----           |
| Kategoria do 58 kg | Ana Moceyawa          | Rckaela Aquino     | Taylor Flatman |
| Kategoria do 63 kg | Tayla Ford            | Sarah Hills        | Flore Hani     |
| Kategoria do 69 kg | Shiralee Beaumont     | Jacinta Puaauli    | ----           |
| Kategoria do 75 kg | Michelle Montague     | Shantelle Thompson | Aliena Coleman |

## Tabela medalowa
Gospodarz mistrzostw został zaznaczony kolorem.
| Poz. | Państwo             |    |    |    | Łącznie |
| ---- | ------------------- | -- | -- | -- | ------- |
| 1    | Nowa Zelandia       | 9  | 7  | 1  | 17      |
| 2    | Australia           | 3  | 2  | 3  | 8       |
| 3    | Palau               | 3  | 2  | 1  | 6       |
| 4    | Polinezja Francuska | 2  | 2  | 12 | 16      |
| 5    | Nauru               | 1  | 2  | 2  | 5       |
| 6    | Mikronezja          | 1  | 2  | 0  | 3       |
| 7    | Guam                | 1  | 1  | 3  | 5       |
| 8    | Samoa Amerykańskie  | 0  | 1  | 3  | 4       |
|      | Łącznie             | 20 | 20 | 24 | 64      |